# Bishnupur (district)
Bishnupur is een district van de Indiase staat Manipur. Het district telt 205.907 inwoners (2001) en heeft een oppervlakte van 496 km².
In het district ligt het Nationaal Park Keibul Lamjao.
Bishnupur · Chandel · Churachandpur · Imphal-Oost · Imphal-West · Jiribam · Kakching · Kamjong · Kangpokpi · Noney · Pherzawl · Senapati · Tamenglong · Tengnoupal · Thoubal · Ukhrul